# Selección de rugby de Checoslovaquia
La selección de rugby de Checoslovaquia era el equipo nacional de rugby de Checoslovaquia, antes de que el país se dividiera en República Checa y Eslovaquia. Participaron en las eliminatorias para la Copa Mundial de Rugby de 1991, pero no se clasificaron.

## Historia
Un equipo internacional checoslovaco que incluía jugadores de un club austríaco llamado Wiener Amateure, así como jugadores del club Slavia Bratislava, jugó por primera vez contra Rumanía en 1927, pero el partido se considera no oficial, ya que la Unión de Rugby de Checoslovaquia se formó en 1928. Fueron capitaneados por un tal František Ruber, quien, dicho sea de paso, era un muy buen amigo de Ondřej Sekora. Su primer partido oficial fue contra Alemania en Leipzig en 1931.
En 1934 estaban entre los miembros fundadores de FIRA (como se le conocía entonces) junto con Francia, Italia, España, Cataluña, Rumania y Alemania .
En 1956 se enfrentaron a los gigantes europeos en Toulouse, perdiendo por un respetable 3-28, lo cual es bastante notable, ya que el rugby en Checoslovaquia fue considerablemente devastado por la Segunda Guerra Mundial.
Algunos de sus jugadores más notables fueron Zdeněk Barchánek, Eduard Krützner, quien más tarde fue presidente de la Unión Checa de Rugby y Bruno Kudrna, Jugador de Rugby Checo del Año, un récord en seis ocasiones.